# Петнадесети артилерийски полк
Петнадесети артилерийски полк е български артилерийски полк, взел участие в Първата (1915 – 1918) и Втората световна война (1941 – 1945).

## История
Полкът е формиран в Шумен на 11 септември 1915 година. Състои се от щаб, две отделения с по шест полски скорострелни батареи и нестроеви взвод. Влиза в състава на 4-та артилерийска бригада. Взема участие във втората фаза на Първата световна война. На 25 октомври 1918 е демобилизиран, а през 1920 г. е разформирован.
При намесата на България във войната полкът разполага със следния числен състав, добитък, обоз и въоръжение:
| Числен състав                                       | Добитък    | Обоз                                     | Въоръжение                      |
| --------------------------------------------------- | ---------- | ---------------------------------------- | ------------------------------- |
| Офицери: 22 Чиновници: 2 Подофицери и войници: 1221 | Коне: 1129 | Обикновени: 58 Товарни: 149 Специални: 3 | Оръдия: 24 Пушки и карабини: 60 |

По време на Втората световна война (1941 – 1945) повторно е формиран (1942) и е подчинен на 15-а пехотна охридска дивизия от 5-а армия. От 9 до 23 септември 1944 г. участва във военните действия при Прилеп и Бабуна планина с отстъпващите германски войски. На 20 октомври 1944 г. е разформиран в Дупница, като 9-а батарея остава в помощ на НОВМ.

## Наименования
През годините полкът носи различни имена според претърпените реорганизации:
- Петнадесети артилерийски полк (11 септември 1915 – 1920)
- Петнадесети дивизионен артилерийски полк (1942 – 20 октомври 1944)

## Командири
- Подполковник (полковник от 1916) Георги Чакъров (към август 1916)
- Подполковник Стоил Джумалиев (към септември 1916, поне до 1918)
- Полковник Димитър Младенов (1942 – 1944 г.)